# Lorna Marlene Chavez
Lorna Marlene Chavez (sinh năm 1959) là đại diện đầu tiên của Costa Rica đăng quang ngôi vị Hoa hậu Quốc tế năm 1980.
Cô cũng được trao giải trang phục dân tộc đẹp nhất trong cuộc thi nói trên.